# Mika Morozov (Serov)
Mika Morozov ou  Portrait de Mika Morozov (en russe : Мика Морозов) , est un tableau du peintre russe Valentin Serov réalisé en 1901. C'est à l'âge de quatre ans qu'a posé pour le peintre, Mikhaïl Mikhaïlovitch Morozov, futur critique littéraire soviétique  (spécialiste de l'œuvre de William Shakespeare), dramaturge, enseignant, traducteur, fils de l'entrepreneur russe et mécène Mikhaïl Morozov. Le portrait a été réalisé dans l'appartement de l'auteur à la Grande ruelle Znamenski à Moscou. Le travail de Serov sur ce portrait est décrit dans les mémoires de Margarita Morozova, la maman du garçon.
La toile fait partie de la collection de la Galerie Tretiakov à Moscou, depuis 1917. Elle a été présentée plus d'une fois lors d'expositions nationales et internationales. Parmi celles-ci il faut citer celle Dans les traditions de l'art russe qui s'est tenue en 2004-2005 à la  Smithsonian Institution de Washington, et l'exposition des œuvres des frères Morozov à la Fondation d'entreprise Louis-Vuitton à Paris en 2021-2022.
La toile Mika Morozov a attiré l'attention de mémorialistes, d'historiens d'art, de critiques littéraires, aussi bien de la période soviétique, que de la Russie actuelle. Paola Volkova (ru) Artiste émérite de la république socialiste fédérative soviétique de Russie, dans son ouvrage  Un pont sur l'abîme  (2015) observe que la toile reflète les caractéristiques de la représentation de l'enfant dans la second moitié du XIXe siècle c'est-à-dire  « une représentation émotionnelle ou mentale dans laquelle le monde intérieur de l'enfant est plus important que le monde de l'adulte ». L'adulte vit dans un monde « de mensonge et fermé ». Une monde pleinement à découvert n'existe, du point de vue des artistes de cette époque, que chez les enfants. Volkova observe cependant que c'est à partir de la seconde moitié du XIXe siècle que les artistes « commencent à s'engager dans le salut du monde », et s'intéressent alors moins aux enfants. L'interprétation de Serov dans ce portrait de Mika Morozov est à la fois « très courte et rapide », mais en même temps « très profonde et fructueuse ».
Une émission télévisée du programme Galerie Tertiakov. Histoire d'un chef-d'œuvre a présenté ce tableau de Mika Morozov. Son réalisateur a obtenu le prix d'État de la fédération de Russie dans le domaine de la littérature et de l'art. La toile et l'histoire de sa création ont été utilisées dans la littérature de fiction et dans la presse. L'étude du tableau a trouvé des applications dans l'enseignement des beaux-arts et de la langue russe dans l'enseignement primaire, à l'  école moyenne, et même à l'école maternelle.

## Représentation sur la toile
On prétend souvent que Mikhaïl Morozov, représenté sur le tableau, avait cinq ans au moment de la réalisation de la toile. Vera Bokova attire l'attention sur le fait que l'enfant n'avait que quatre ans à cette époque .
Il était le troisième enfant de la famille d'un grand industriel, collectionneur et mécène, Mikhaïl Morozov
et de son épouse Margarita Morozova, née Mamontova maîtresse du célèbre salon musical et littéraire. Le garçon est sur le point de se lever de la chaise sur laquelle il est assis. Une sensation de précipitation dans ses mouvements est renforcée par les techniques françaises des impressionnistes. L'enfant est captivé par un jeu ou une autre distraction qui reste inconnue pour le spectateur. Ce que soulignent « ses yeux bruns écarquillés, ses lèvres entrouvertes et la rougeur de ses pommettes ».
Ses cheveux bouclés sont dans un désordre charmant. Il pose ses mains sur les accoudoirs de la chaise. Le spectateur a l'impression qu'il va subitement se lever et s'élancer …. Le critique d'art russe Dmitri Sarabianov estime que « le geste et la posture du garçon sont si bien choisis par le peintre que les émotions du petit héros peuvent se lire à livre ouvert ». La curiosité le saisit et l'amène à se lever, à tendre le cou et à être prêt à s'élancer. Pour Sarabianov, il « semble être l'incarnation de la curiosité enfantine » .
La critique littéraire Galina Iouzefovitch observe que la chaise en bois sculptée des ateliers Abramtsevo qui se trouvait dans sa maison et appartenait à sa parente éloignée, Bella Razarosa, pouvait être celle sur laquelle est représenté Mika Morozov ou, en tout cas, une similaire choisie par Valentin Serov.

## Histoire de la création du tableau

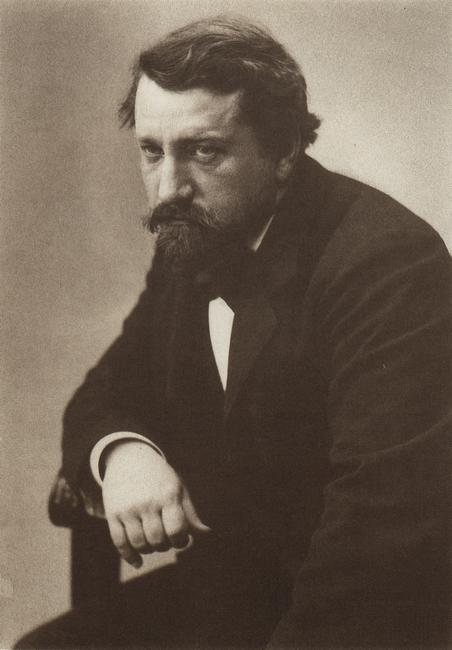
Valentin Serov en 1901 ou 1902

La toile est créée par Valentin Serov en 1901. La technique utilisée est celle de la peinture à l'huile sur toile. Les dimensions sont de 62,3 × 70,6,,,. L'artiste soviétique et russe Nina Simonovitch-Efimova (en) affirme que le tableau a été réalisé dans l'appartement loué par Valentin Serov à la Grande ruelle Znamenski à Moscou . Cette information est confirmée par les notes du critique d'art soviétique Grigory Arbouzov Sergeïevitch, auteur d'une monographie sur Valentin Serov . Le peintre occupait la moitié de l'étage supérieur au-dessus de l'appartement des propriétaires dans la maison des marchands Oulanov. C'était un appartement préféré de la famille Serov, dans lequel ils ont vécu au moins dix ans, jusqu'à ce qu'Oulanov ait demandé à l'artiste de quitter les lieux parce qu'il désirait occuper l'ensemble de l'appartement.

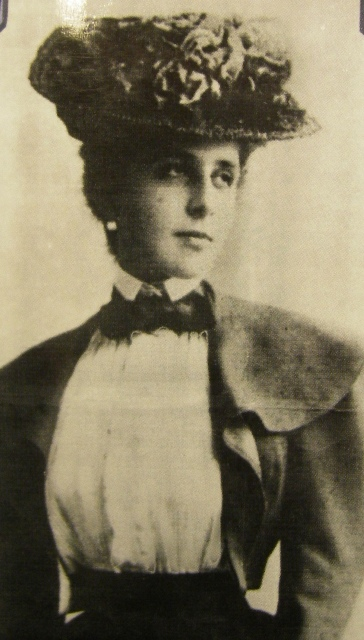
Margarita Morozova, année 1890

La mère de Mika écrit dans ses mémoires, que la mauvaise santé du garçon depuis son enfance nécessitait une sérieuse attention de la part de ses parents. L'automne, la famille allait à la mer et l'été elle vivait dans le gouvernement de Tver. La datcha familiale se trouvait sur les bords d'une rivière dans un environnement de pinèdes. À l'âge de quatre ans Mika parlait aussi bien en russe qu'en anglais, il s'intéressait à l'astronomie; il se souvenait du nom des planètes et aimait les répéter. Souvent il s'asseyait à la table sur une haute chaise, restait silencieux, réfléchissait à quelque chose. En étudiant les illustrations de Gustave Doré dans l'Ancien Testament, Mika plaignait le diable et décidait de prier pour lui. La nuit il priait pour son père, pour sa mama, puis il ajoutait: « ayez pitié du diable ». À cinq ans il a commencé à apprendre à lire et à écrire. Selon les souvenirs de sa mère, c'est à cette époque que Valentin Serov a peint le portrait de son fils. Le peintre a non seulement transcrit les caractéristiques de Mika de cette époque, mais il a également réussi à mettre en évidence  « le trait principal de sa nature, sa vivacité extraordinaire, et c'est ainsi que ce portrait a semblé à tous très semblable à celui de Mika adulte ».

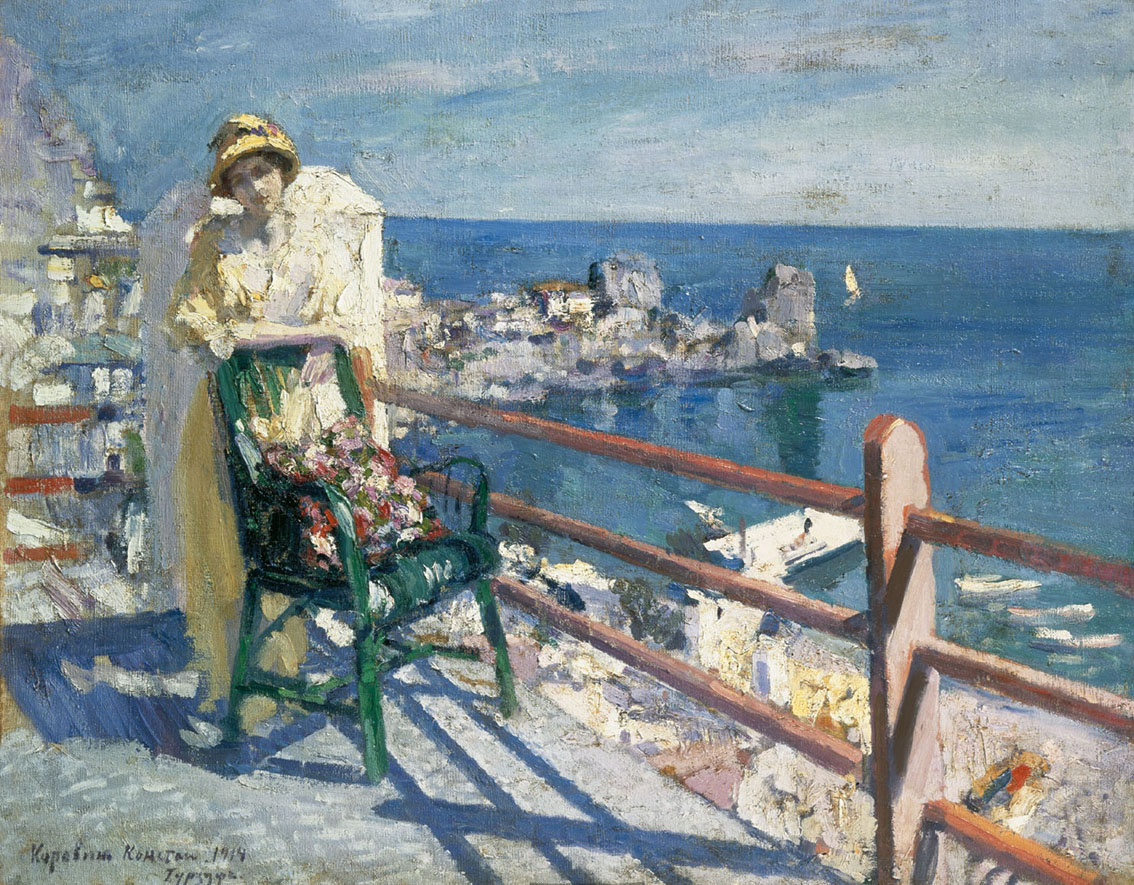
Constantin Korovine. Hourzouf, 1914

La maman de Mika Morozov, dans ses souvenirs des événements liés à la création du portrait de son fils, compare l'auteur du tableau à Constantin Korovine, et elle note l'absence de fantaisie chez Valentin Serov, le classant parmi les peintres vraiment réalistes. Elle considère que Serov pouvait être caractérisé par son « humour pessimiste vis-à-vis des gens », voyant dans l'homme une caricature, dont il note en premier lieu les traits de personnalité les plus caractéristiques sur le plan physique et moral. L'homme chez Serov est, à son avis, souvent représenté comme un animal. Selon Margarita Morozova, il est rarement possible dans ses portraits « de ressentir des sentiments simples et doux à l'égard du sujet représenté », mais « les enfants, il les a toujours particulièrement bien représentés », .
Marguerite Morozova, la maman, rappelle que lors de la création du portrait, l'artiste était « d'humeur excellente ». Elle-même était par contre un peu effrayée et embarrassée par Serov, bien qu'elle le respectait vraiment et qu'il lui plaisait comme homme. Morozova a écrit qu'à l'époque elle ne voulait pas que Serov réalise son propre portrait à elle, parce qu'elle pensait qu'il n'aimait une dame de son genre .
Serov a réalisé des portraits de ses autres enfants, dont celui de Iouri et Sacha. Ces portraits ont été présentés, entre autres, à l'exposition Salon organisée par Sergueï Makovski, au palais Menchikov, du 4 au 8 janvier 1909. Exposaient également des artistes tels que Alexandre Benois, Léon Bakst,Constantin Somov, Anna Ostroumova-Lebedeva, Mikhaïl Vroubel ….

## Destin de la toile
Pendant longtemps, la toile est restée dans la collection privée de Mikhaïl et Margarita Morozov, les parents du garçon représenté. En 1917, elle est entrée dans la collection de la galerie Tretiakov où elle se trouve encore aujourd'hui. Son numéro d'inventaire est 5325 ,.
Le tableau a été présenté à plusieurs occasions à des expositions de peintures nationales et internationales. Parmi celles-ci à l'exposition Mir iskousstva (1902, Saint-Pétersbourg, où il a été présenté sous le nom portrait d'enfant). Il a été exposé à l'exposition posthume des œuvres de Serov, à Moscou et Saint-Pétersbourg, en 1914. Également à l'exposition des toiles de Serov, en 1935, à Léningrad et, en 1957, à Varsovie. En 1958-1960, à l'exposition des toiles de Serov à Moscou et Léningrad. En 1966-1967, à Tokyo et Kyoto; en 1975, à Léningrad, en 1991, à Moscou et Léningrad; en 1993 au Japon dans les villes de Nara et Fukuoka ; en 1998 à Moscou et en 2001 à Helsinki.
La toile a encore été présentée dans le cadre d'une exposition Dans la tradition de l'art russe, qui a eu lieu en 2004-2005 au Smithsonian Institution à Washington , et à l'exposition des œuvres de la collection des frères Morozov à la Fondation d'entreprise Louis-Vuitton à Paris en 2021-2022. L'auteur de l'article sur le retour d'expositions paru dans la revue The Art Newspaper, la critique d'art Sofia Bagdasarova (ru), remarque que : « Le portrait Mika Morozov de Valentin Serov est revenu à la galerie Tretiakov en toute sécurité » .

## Le tableau parmi les œuvres des peintres soviétiques

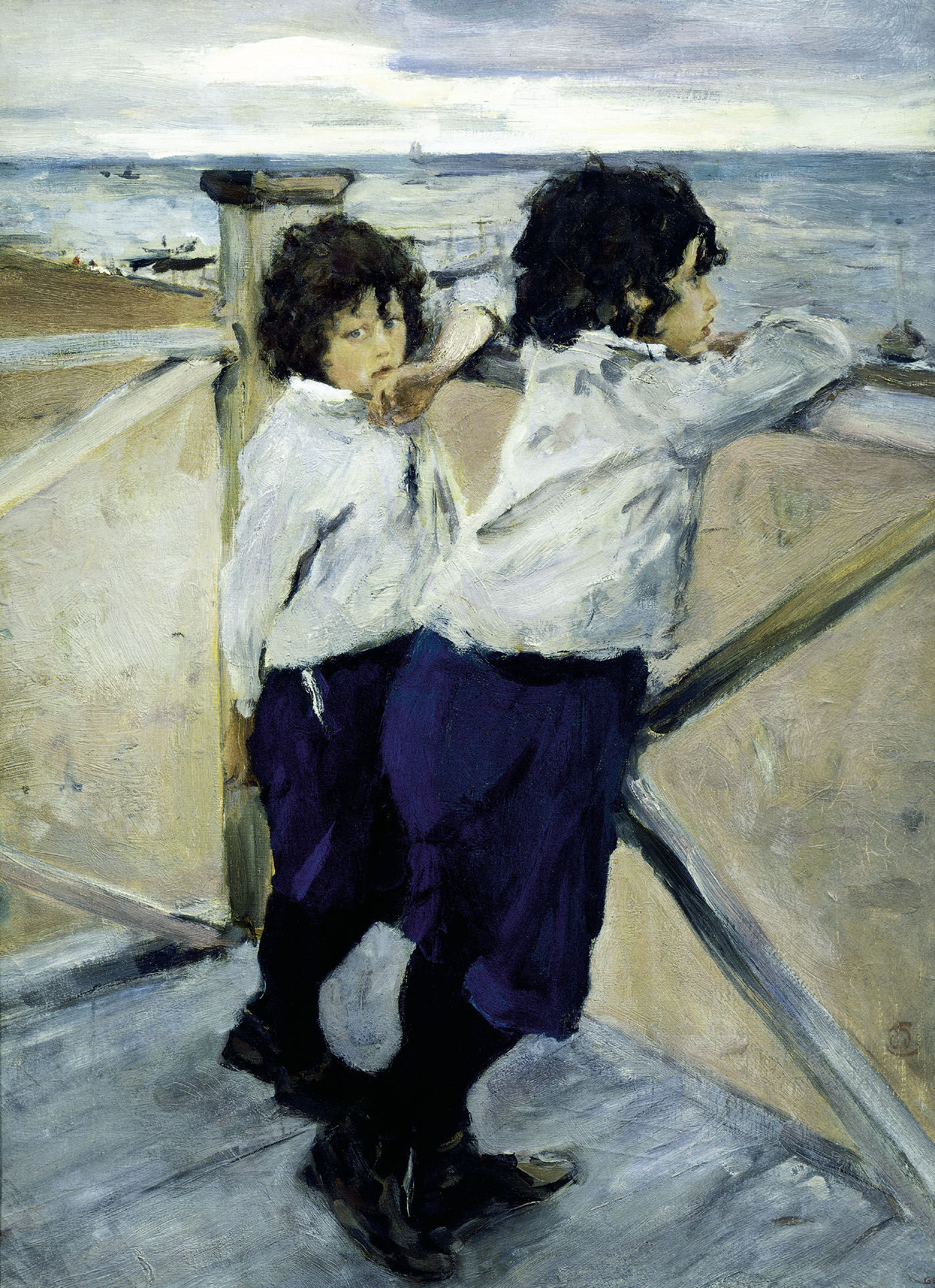
Valentin Serov. Enfants. Sacha et Ioura Serov, 1899. Musée russe

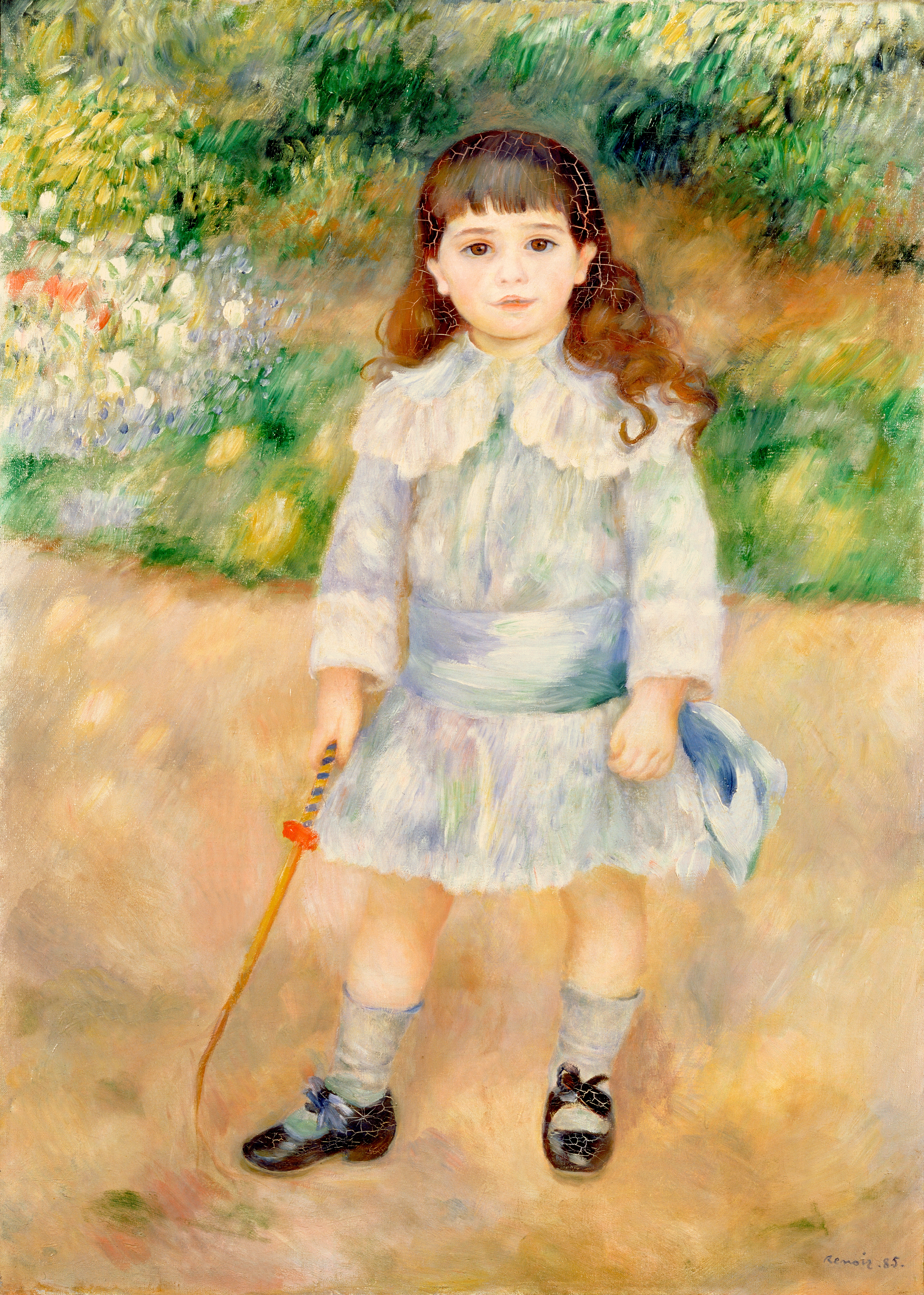
Pierre Auguste Renoir. Enfant au fouet, 1885. Musée de l'Ermitage

Le critique d'art soviétique Georgui Lebedev (ru), note la sympathie de Serov pour le mouvement Mir iskousstva et l'influence de ce dernier sur son œuvre. Les toiles de Serov de la fin du siècle retracent le souvenir des vieux maîtres, dans leur recherche d'une seul leitmotiv de même couleur et du ton-sur-ton. Lebedev y voit l'influence du culte des gammes d'argent. Lebedev cite comme exemple de cette application par Valentin Serov : le portrait de ses enfants Sacha et Iora, le portrait du grand-prince Michel Nikolaïevitch de Russie, et surtout celui de Mika Morozovаn .

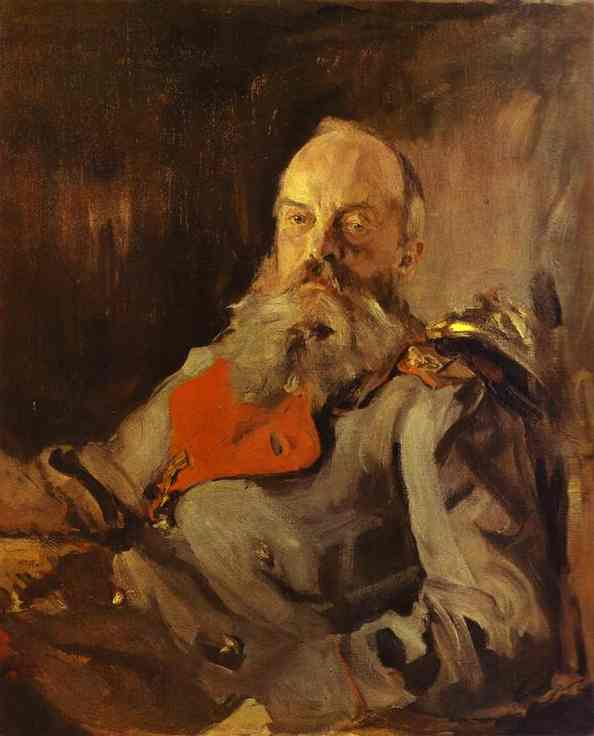
Portrait du Grand Duc Michel Nikolaïevitch de Russie

L'artiste biographe Vera Smirnova-Rakitina (ru) dans un ouvrage de la série Vie de personnes remarquables publié en 1961, écrit à propos de cette toile de Serov qu'il s'agit du « »meilleur portrait d'enfant de toute la peinture russe ». « Cet adorable enfant bouclé au visage mince et spiritualisé  est réalisé avec une telle expression, un tel élan, que tous les autres portraits semblent des portraits de poupées immobiles à côté de lui ». Bien que le portrait date de 1901, la biographe note la ressemblance avec des travaux de l'artiste créés précédemment quand il était à la recherche de la couleur pour de la peinture sur le motif : Vera Smirnova-Rakitina cite à ce propos Enfants. Sacha et Ioura Serov.
Le critique d'art et biographe russe de l'âge d'argent (fin de siècle) Marc Kopchitser (ru) a développé sa compréhension de la capacité de Valentin Serov à transformer ses toiles sur commande en authentiques œuvres d'art. Selon lui Mika Morozov est « est une toile tout à fait exceptionnelle dans la peinture russe et peut-être même dans la peinture mondiale ». L'image de l'enfant est réalisée avec réalisme mais avec charme en même temps. Parmi tous les peintres, selon ce critique d'art, seul l'impressionniste français Auguste Renoir peut être comparé à Serov dans sa transmission du monde intérieur de l'enfant, si différent du monde spirituel de l'adulte. Kopchitser considère même que Valentin Serov a résolu cette tâche mieux que le peintre français : « Mika Morozov est plus vivant que les enfants peints par Renoir ». Kopchitser cite de plus une déclaration d'Anatoli Lounatcharski, qui considérait Renoir comme  « un peintre du bonheur ». Renoir appelait les enfants des « petits animaux humains ». Kopchitser écrivait aussi qu'il aimait voir les visiteurs de la Galerie Tretiakov « se précipiter de salle en salle presque au galop », puis se figer devant le tableau de Mika Morozov, « attirés comme par un aimant, et voir un bon sourire apparaître involontairement sur leur visage ».

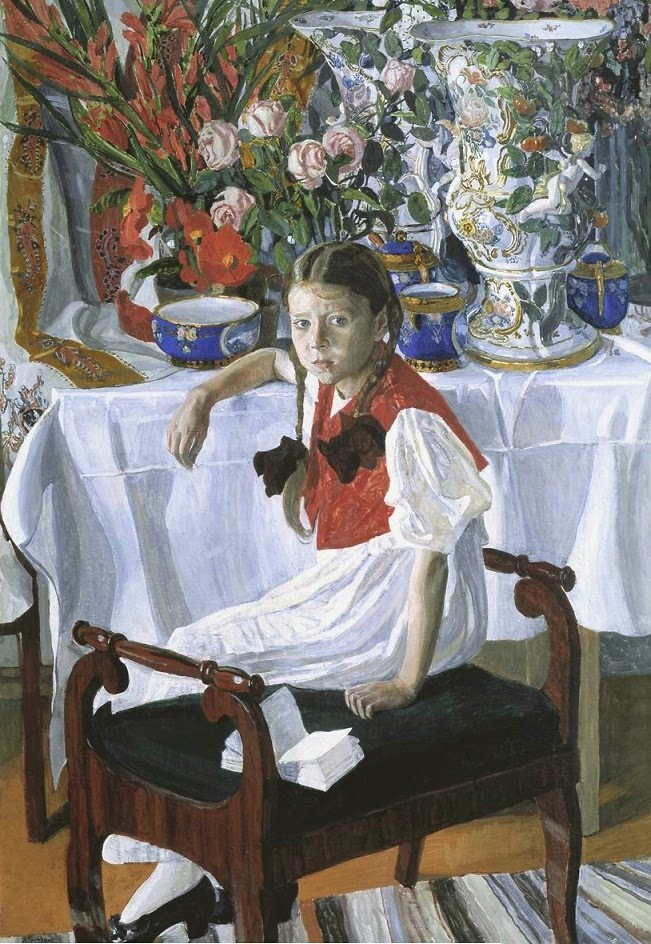
Alexandre Golovine. Fille avec porcelaine (Frossia), 1916. Galerie Tretiakov

Maria Knebel, docteur en histoire, rapporte dans ses mémoires, que la toile Mika Morozov était l'une des préférées de son enfance. Elle était frappée par la vivacité du garçon, par l'émotion qu'il trahissait. Elle ne s'attendait pas à trouver dans le professeur Morozov adulte, une ressemblance avec le Mika du tableau de Serov, bien qu'elle sache que c'était la même personne à des âges différents. Lorsqu'elle a fait connaissance avec le professeur, elle a vu que se tenait devant elle  « un grand homme, un peu corpulent, dans les yeux duquel se retrouvait ce que Serov avait réussi à capturer de caractéristique chez le garçon, lorsqu'il se précipitait en avant de sa chaise sur sa toile ». . Ces impressions de Knebel se retrouvent chez le poète soviétique pour enfant Samouil Marchak: « Malgré sa grande taille, nous avons toujours reconnu en lui cet enfant avide et curieux du monde qui l'entoure, si bien représenté par Valentin Serov ».
Docteure en histoire de l'art, chercheuse à la Galerie Tretiakov, Ida Hoffman analyse la toile Fille avec porcelaine (Frossia) d'Alexandre Golovine, et décrit la simplicité de la vie de l'héroïne. Son visage se distingue par son sérieux, sa « plénitude  intérieure », son « charme spirituel ». Pourtant l'image ne dégage pas de sentiment joyeux de la vie, comme c'est le cas pour Mika Morozov . Le monde des beaux objets onéreux ne lui apporte pas de joie mais au contraire l'en prive,.
Le critique d'art Sviatoslav Belza (ru) écrit que les visiteurs de la Galerie Tretiakov s'attardent en général durant un certain temps devant le tableau de Valentin Serov Mika Morozov. Il le décrit comme « le portrait d'un charmant garçon de 5 ans », assis sur une chaise. Belza note « l'expression étonnement spiritualisée du visage de l'enfant, dans d'énormes yeux sombres, qui traduisent la surprise de l'enfant, l'enthousiasme, et sa détermination , son sérieux ». Ce sont les yeux de l'âme, d'une âme généreuse et ardente que le peintre a représentéл. Belza insiste sur le fait que ce sont ces yeux  que Mikhaïl Morozov a gardé toute sa vie.
Igor Dolgopolov, artiste émérite de la république socialiste fédérative soviétique de Russie (1917—1991) est un peintre affichiste, publiciste devenu connu par des essais sur la peinture russe. Dans son ouvrage Maîtres et chefs-d’œuvre (1987) il décrit ainsi le tableau: un enfant aux cheveux frisés, ébouriffés, aux yeux noirs, aux fins sourcils, dans une chemise de nuit blanche, a vu quelque chose et s'est figé , les bras accrochés aux accoudoirs. La bouche de l'enfant est entrouverte, ses joues sont roses et gonflées. Il est surpris et s'apprête à sauter en avant de la chaise pour comprendre ce qui l'intéresse. Dolgopolov croit que l'artiste a réussi à repérer le moment puis à refléter de matière vivante l'évènement réel.
Le critique d'art Guennady Tchougounov, auteur de l'ouvrage Valentin Serov à Petersbourg considère que ses portraits d'enfants étaient sa meilleure ou sa moins bonne production mais sans qu'il y ait jamais d'échec. Mieux que les autres artistes de son temps, Serov a réussi a transmettre l'essence de l'âme de l'enfant. Il retient le portrait de Mika pour « sa profondeur, sa pénétration, ses surprenantes résolutions figuratives ».
Pour le chercheur de l'Association des musées de l'union de la Galerie Tretiakov Victor Rozenvassera, la toile de Mika Morozov est « l'incarnation de la joie enfantine vivante ». Le critique note la construction diagonale de la composition , le contraste entre la chemise blanche de Mika et les plans sombres à l'avant et à l'arrière de la toile, la subtilité des traits reflétant l'état émotionnel de Mika, les détails précis qui transmettent son excitation, la rapidité du mouvement de ses mains, le regard brulant de yeux foncés, les lèvres entrouvertes.

## Personnalités de la culture russe à propos de ce tableau
Le site officiel de la Galerie Tretiakov indique que le portrait est devenu « une des personnifications de l'enfance dans l'art russe ». Il est proche des images littéraires des enfants du XIXe siècle et du début du XXe siècle : Sergueï Aksakov, Vladimir Odoïevski, Antoni Pogorelski, Léon Tolstoï, Anton Tchekhov. Comme Valentin Serov, l'auteur de l'article estime que ces écrivains ont réussi à comprendre « l'essence de l'âme de l'enfant ».
Une collaboratrice du Musée des Beaux-Arts Pouchkine, Elena Ratchéieva, critique d'art, diplômée de l'université de Moscou MGU souligne dans le tableau « les traits fragiles, la tête ébouriffée, les yeux brulants du garçon ». Ce sont des traits « qui permettent de ressentir les traits du caractère impétueux de Mika et le monde de ses expériences ». Dans le tableau tout est « discret : la composition, la gamme des couleurs ». .
Dmitri Sarabianov, docteur en histoire de l'art et membre correspondant de l'Académie russe des Beaux-Arts, dans une monographie sur l'œuvre de Serov, publiée en anglais, écrit que : « le mérite de cette toile ne réside pas dans ses couleurs claires, mais dans la fugacité que seul un grand talent peut atteindre grâce à un œil vif et très sensible ». L'environnement spatial permet au spectateur d'imaginer la suite du mouvement commencé par le modèle .
La critique d'art russe, artiste émérite de la RSFSR Paola Volkova (ru) dans son ouvrage Un pont sur l'abîme (2015) compare la représentation de l'enfant à différentes époques. Au XVIe siècle et XVIIe siècle l'enfant est représenté comme les adultes. Au XIXe siècle les peintres représentent « un certain niveau d'âge », et pour la seconde moitié du XIXe siècle apparaît une nouvelle peinture caractéristique dans laquelle « parfois, le monde émotionnel et mental, le monde intérieur de l'enfant apparaît plus important que celui de l'adulte ». L'adulte vit dans un monde « socialement défini » et dans un monde « faux et fermé ». L'ouverture totale au monde n'est propre qu'aux enfants selon les artistes de cette époque. La toile Mika Morozov en est un exemple typique. L'enfant existe indépendamment du monde et cette indépendance représentée sur la toile de Serov a un caractère mystérieux. Volkova note aussi que durant la seconde partie du XIXe siècle les artistes « commencent à s'intéresser uniquement au salut du monde », les enfants les intéressent peu. C'est pour cela que le traitement de l'enfant dans le portrait de Mika « est courte et très vite réalisée », mais en même temps il est « très profond et très enrichissant ». Volkova cite aussi un souvenir d'une femme inconnue qui participe à une conférence donnée par Mikhaïl Morozov sur son sujet de prédilection William Shakespeare. Elle apprend que le conférencier est en fait Mika devenu adulte et elle est comme frappée par la foudre quand elle voit que : « Mika n'a pas changé, il est simplement devenu adulte. Il avait pris du ventre, mais ses joues étaient les mêmes, son nez de même, sa bouche pareille. Et tout son comportement gestuel dans la vie n'avait pas changé non plus ».
Paola Volkova écrit que Serov avait le don de voir dans une personne des traits immuables et des caractéristiques de sa personnalité. Il a connu Mika Morozov durant de nombreuses années et aurait pu réaliser son portrait vingt mille fois, selon la critique, mais il ne l'a réalisé qu'une fois . Elle donne comme caractéristique du personnage de la toile le fait qu'il est « agité, plein d'une excitation particulière, doté d'une concentration spirituelle intérieure ». Elle souligne aussi l'extraversion, la dynamique, la « capacité de changer en une seconde », les aspects multiples de la personnalité du garçon. La conclusion de Volkova qui résulte de son analyse du portrait est que : « la personnalité en tant que telle se développe beaucoup plus tôt que les enseignants ne le supposent ». « L'art ne répond pratiquement pas à cette question, mais Serov, qui possédait le don de fixer les aspects de la personnalité a réussi grâce à son talent à tenir compte de cette particularité et à la fixer sur sa toile ».
La traductrice de l'anglais et autrice de mémoires, l'une des dirigeantes de la Société théosophique russe Maria Drozdova-Tchernovolenko (1913—2009) écrit que Mikhaïl Morozov ne s'identifiait pas publiquement au personnage du tableau de Valentin Serov, mais les étudiants l'identifiaient facilement : « Son apparence, ses grand yeux et ses lèvres expressives couleur-cerise étaient toujours les mêmes que celles de l'enfant de quatre ans à chemise blanche du tableau ». Maria Drozdova-Tchernovolenko a rappelé qu'après l'obtention du diplôme les étudiants de Morozov s'étaient mis d'accords pour venir voir son tableau à la galerie Tretiakov.

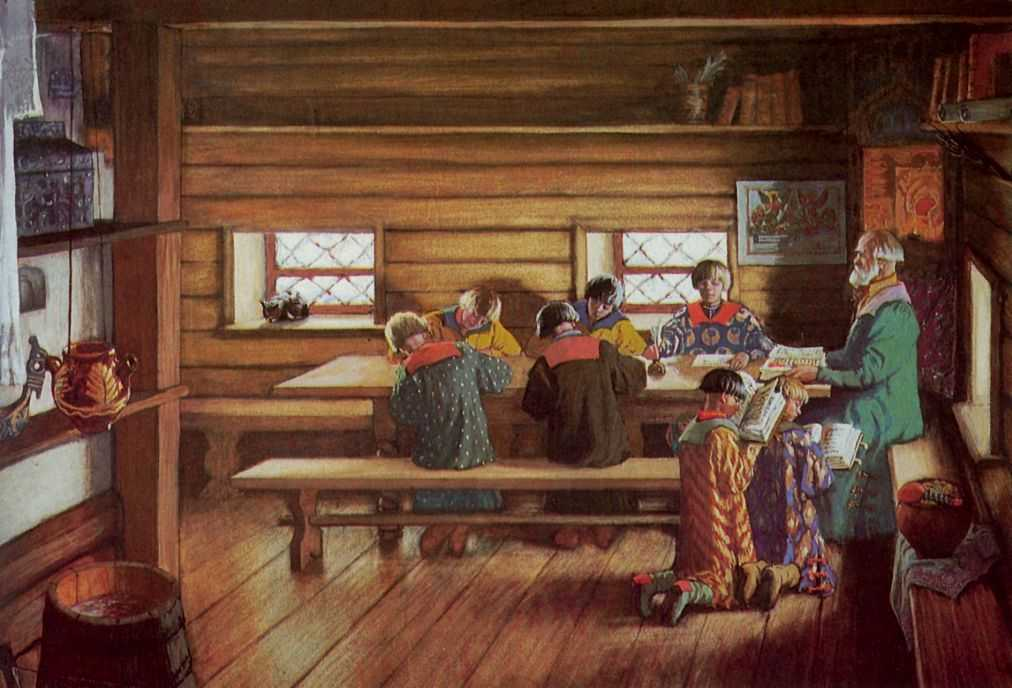
Boris Kustodiev. Tableaux de l'histoire russe. École de la Grande-principauté de Moscou, 1908

La docteur en science pédagogiques Ganina Svetlana, dans son ouvrage Phénomène de l'enfance dans la culture russe du XIXe siècle-début du XXe siècle: analyse culturelle et philosophique de la peinture russe (2012) observe dans le tableau de Serov « la fraicheur de la découverte du monde » par l'enfant , et considère le culte de l'enfant comme l'un des aspects les plus importants de l'œuvre de Serov. Ce dernier dépeint de manière convaincante « l'émotion, l'immédiateté et l'impulsivité du monde intérieur de l'enfant », qui est ouvert au monde environnant et le perçoit « avec un délice absolu ». Le thème du portrait, selon Ganina Svetlana, est celui « d'une enfance heureuse, … un délice d'émerveillement dans un monde merveilleux jamais vu ». L'auteure  termine par ces mots: « Mika est heureux dans son ignorance de l'essence de la vie »…
Ganina a comparé l'approche de Serov avec celle d'artistes de Mir iskousstva. Contrairement à Serov, de nombreux artistes ont essayé de fixer les caractéristiques des enfants dans le jeu, le déguisement, la fête masquée , comme Boris Koustodiev. Les raisons de l'attention particulière portée par Valentin Serov au monde de l'enfance pourraient provenir de son enfance personnelle jusqu'à 13 ans durant laquelle il a vécu successivement à Munich, à Paris, à Moscou après avoir perdu son père .

## Le tableau dans la critique d'art à l'étranger
Le critique d'art tchécoslovaque Vladimir Fiala compare deux toiles de Serov représentant des enfants : Les enfants Sacha et Ioura Serov et Mika Morozov. Il considère que la seconde toile traduit mieux « le charme du moment et l'immédiateté enfantine »: « Sur un fond gris , au bord d'une chaise, un garçon vêtu d'une chemise blanche, au visage enjoué, et aux yeux brûlants ». Il s'est accroché aux accoudoirs, « prêt à sauter et à continuer à jouer ». Le critique attribue ces deux toiles aux œuvres intimistes de l'auteur. Il les a réalisées « avec sensibilité, avec un amour prononcé pour les enfants ». Fiala note la délicatesse de ces toiles et constate qu'elles présentent un caractère poétique qui manque dans presque tous ses portraits de personnalités officielles.

Portraits d'enfants par des contemporains européens
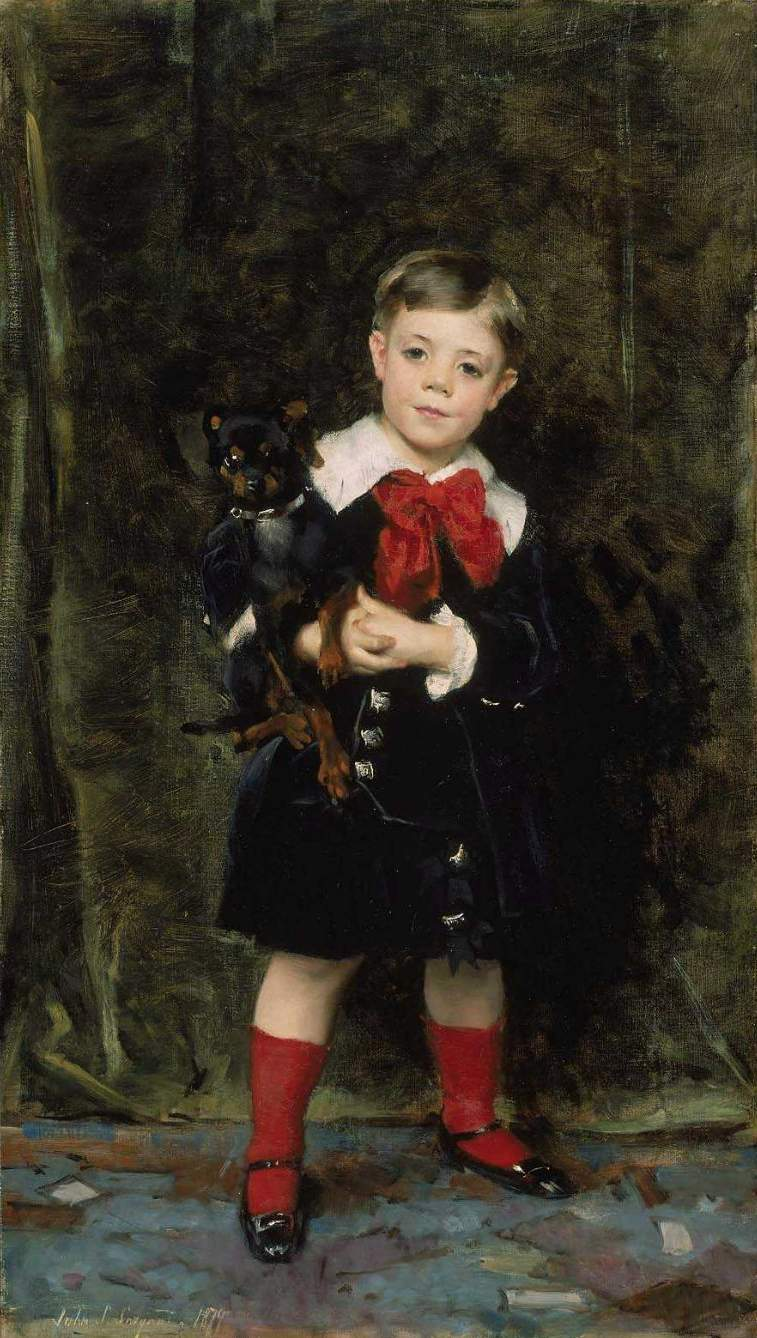
John Singer Sargent : Robert de Cevrieux 1879
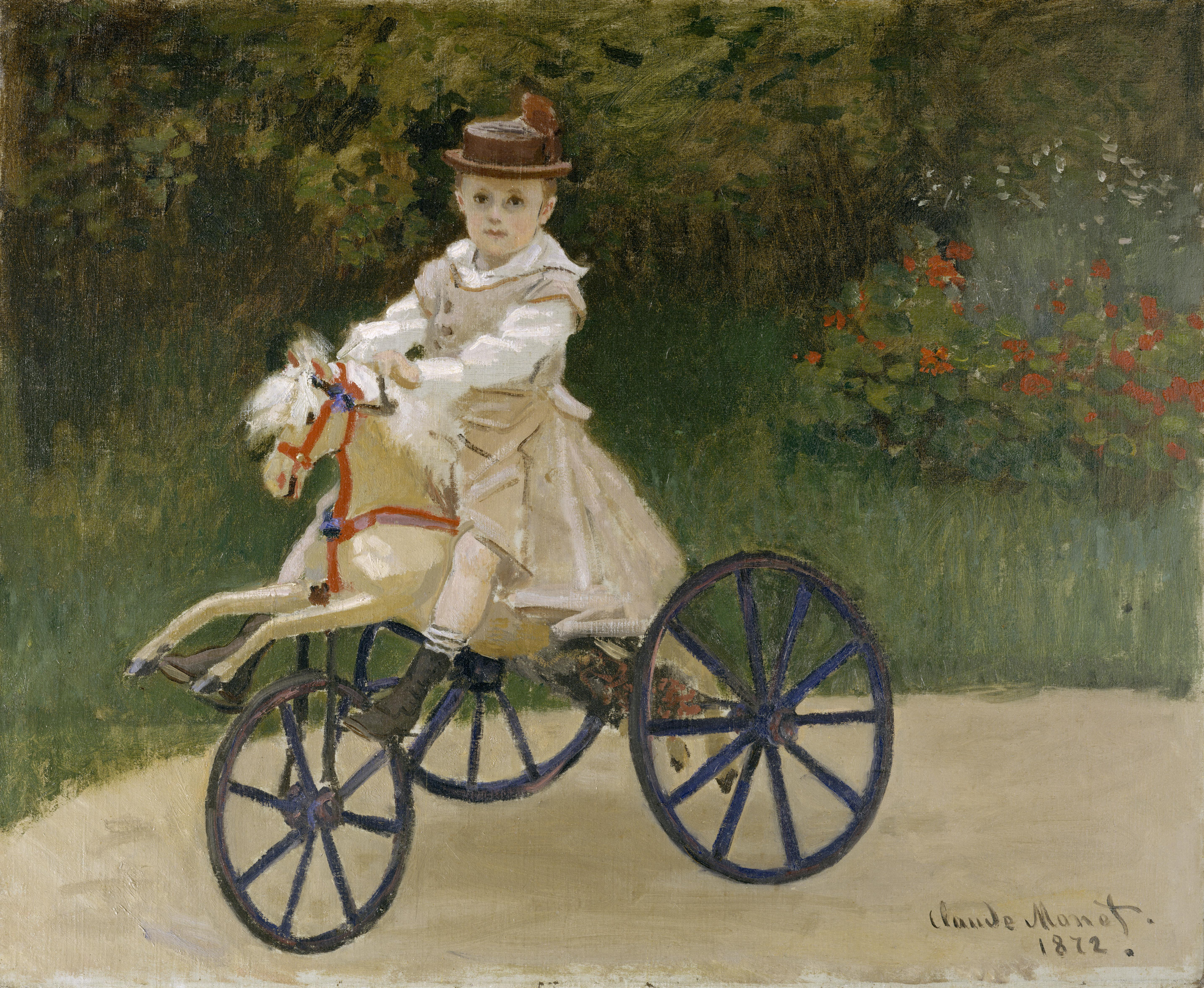
Claude Monet : Jean Monet sur un cheval à bascule 1872
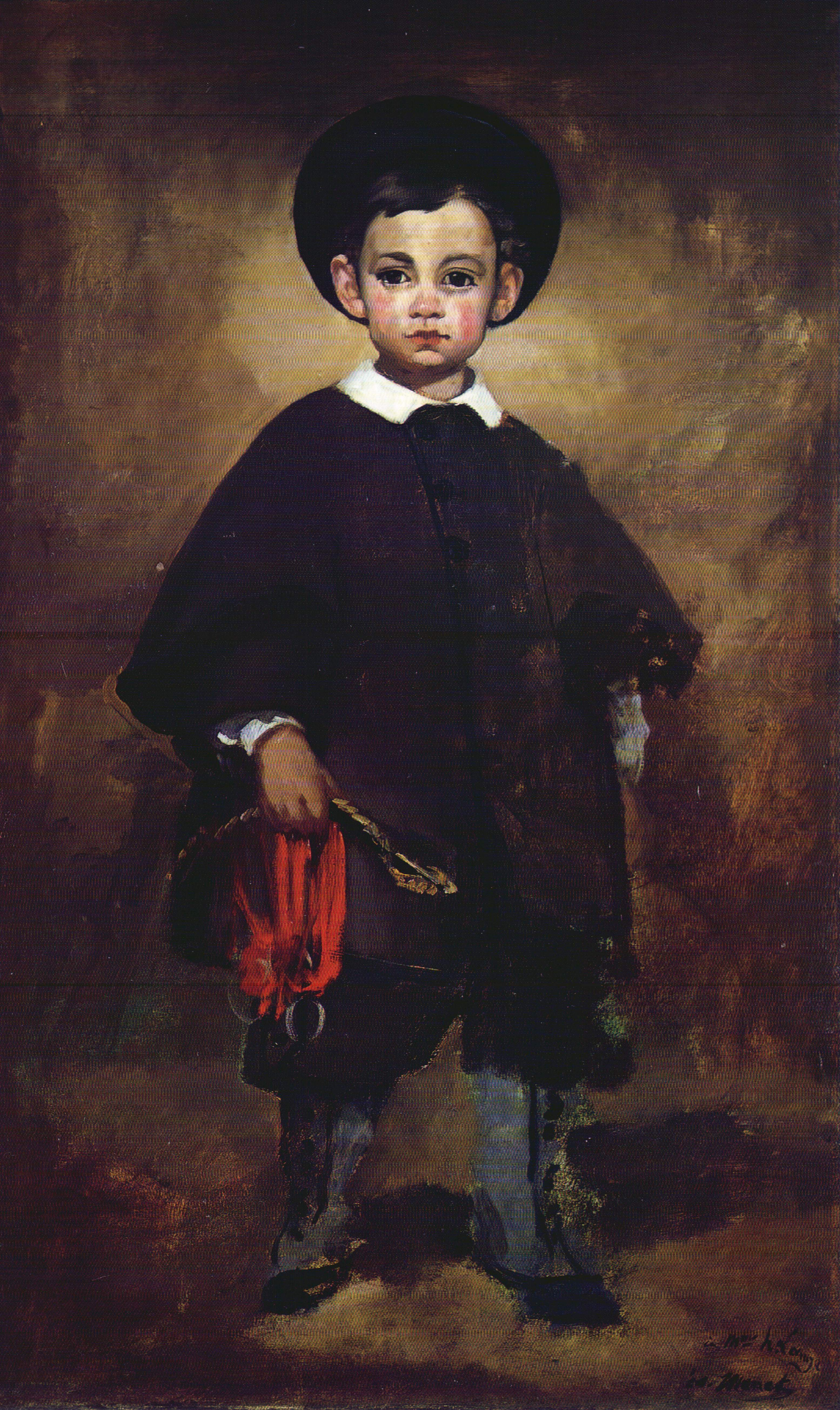
Édouard Manet : Le petit Lange 1861

Portraits d'enfants par des contemporains russes
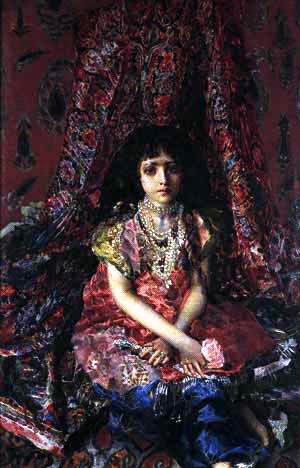
Mikhaïl Vroubel Jeune fille sur fond de tapis persan 1886
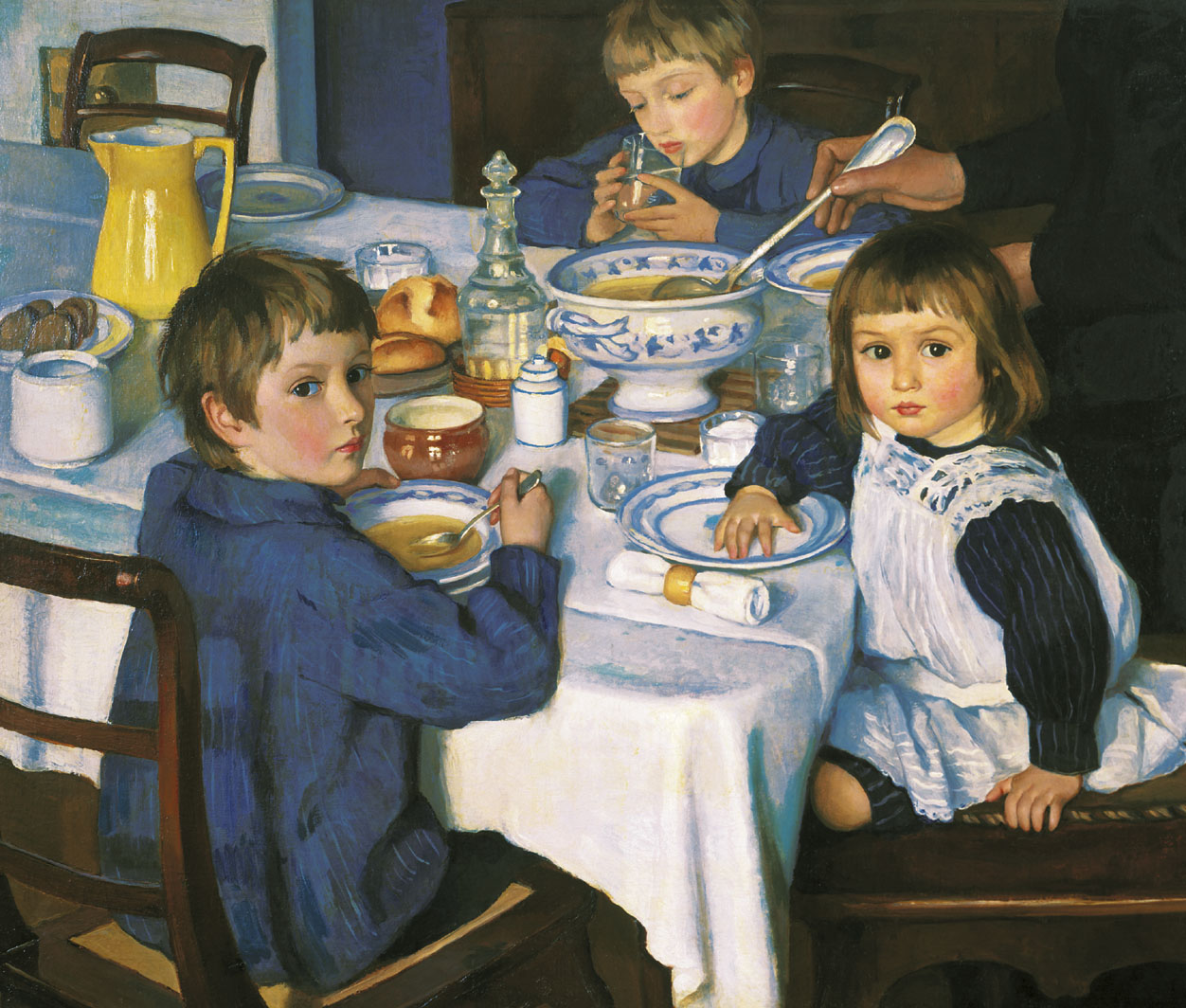
Zinaïda Serebriakova Au déjeuner 1913
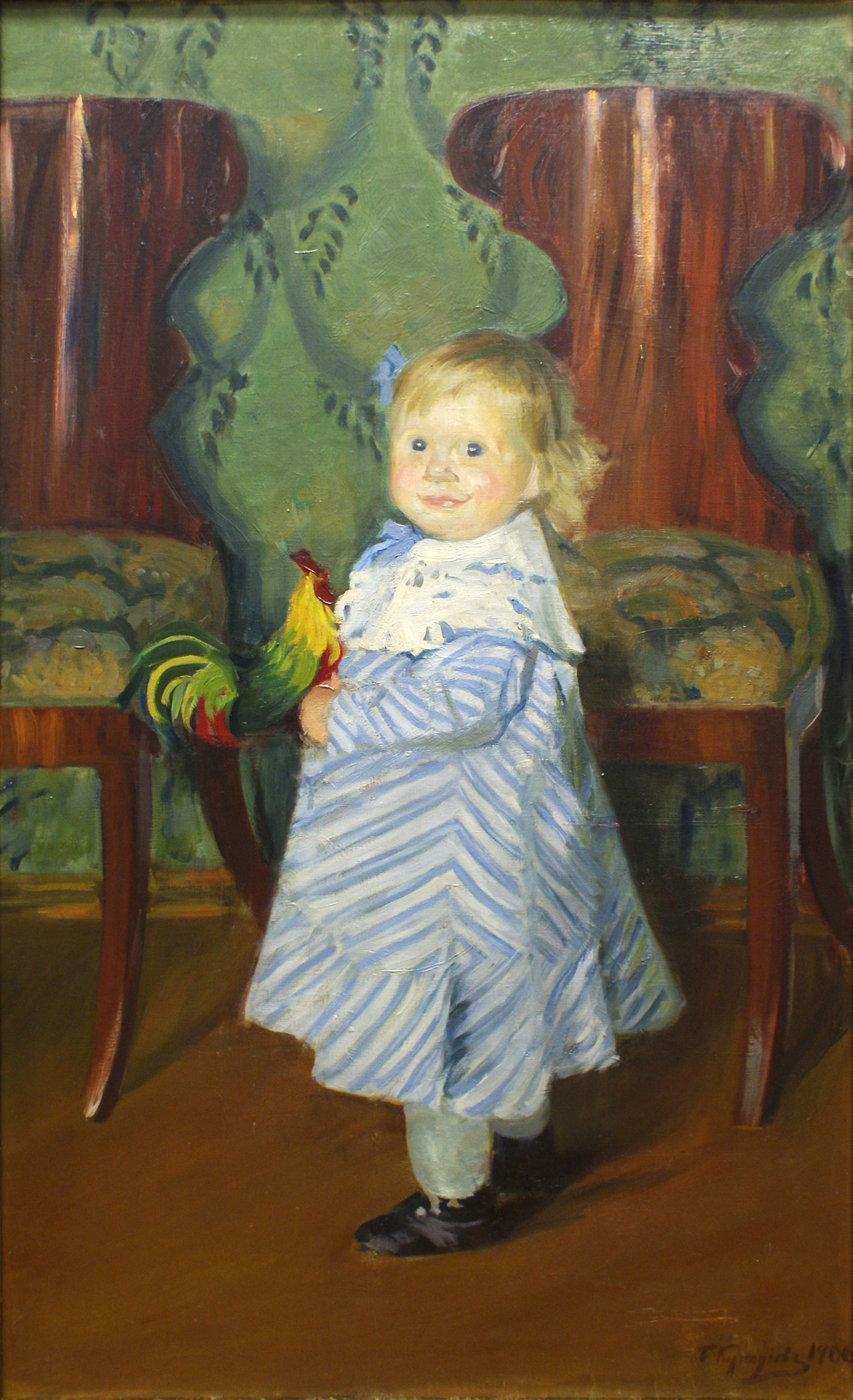
Kustodiev Irina (1906)